# Edward D. Ives
Edward D. (Sandy) Ives (ur. 1925 w White Plains, Nowy Jork; zm. 1 sierpnia 2009) – kanadyjski folklorysta.

## Publikacje
- Larry Gorman: The Man Who Made the Songs. Bloomington: Indiana University Press, 1964. Reprinted New York: Arno Press, 1977. Reprinted Fredericton, N.B.: Goose Lane Editions, 1993.
- Folksongs and Their Makers. (co-editor) Bowling Green, Ohio, 1970
- Lawrence Doyle: The Farmer-Poet of Prince Edward Island. Orono: University of Maine Press, 1971 (Maine Studies No. 92).
- Joe Scott: The Woodsman Songmaker. Champaign: University of Illinois Press, 1978.
- The Tape-Recorded Interview: A Manual for Field Workers in Folklore and Oral History. 1980, updated 1995
- George Magoon and the Down East Game War. Champaign: University of Illinois Press, 1988. Reprinted (paperback) 1993.
- Folksongs of New Brunswick. Fredericton: Goose Lane Edition, 1989
- The Bonny Earl of Murray: The Man, The Murder, The Ballad. Urbana: University of Illinois Press, 1997
- Drive Dull Care Away: Folksongs from Prince Edward Island. Charlottetown: Institute of Island Studies, 1999.